# Petak (Malo)
Petak is een bestuurslaag in het regentschap Bojonegoro van de provincie Oost-Java, Indonesië. Petak telt 1188 inwoners (volkstelling 2010).